# Acoryphella robusta
Acoryphella robusta is een rechtvleugelig insect uit de familie veldsprinkhanen (Acrididae). De wetenschappelijke naam van deze soort is voor het eerst geldig gepubliceerd in 1984 door Baccetti.
1. ↑  (en) Acoryphella robusta op de IUCN Red List of Threatened Species.